# Brănișca
Brănișca – wieś w Rumunii, w okręgu Hunedoara, w gminie Brănișca. W 2011 roku liczyła 686 mieszkańców.